# Les Caves du Vatican
Les Caves du Vatican est un roman d'André Gide, paru en 1914. L'auteur l'a classé comme « sotie », déclarant plus tard que son « unique roman » était Les Faux-monnayeurs (1925).
Ce récit délibérément décousu croise et oppose intrigues et personnages. Il y a d'abord les atermoiements et les revirements de Julius de Baraglioul, catholique traditionnel, et de son beau-frère, Anthime Armand-Dubois, libre penseur. Il y a la bande des escrocs qui répandent la rumeur selon laquelle le pape serait séquestré dans les caves du Vatican. Mais, surtout, il y a le jeune Lafcadio, prisonnier de sa mystique de l'acte gratuit. Cette « sotie » illustre ainsi la folie de certains engagements intellectuels, et démontre la gravité des conséquences qui en découlent.

## Résumé
Les Caves du Vatican est une œuvre réputée pour son intrigue particulièrement embrouillée. L'ouvrage se compose de 5 livres.

### Premier livre: Anthime Armand Dubois
En 1890, le riche franc-maçon, scientifique et libre-penseur Anthime Armand-Dubois vit à Rome avec sa femme Véronique, une fervente catholique. La sœur de sa femme et son mari, Julius de Baraglioul, sont en visite. Anthime n'est pas en très bonne santé et, dans le cadre de ses recherches scientifiques, fait des expériences sur des rats vivants, au grand dam de Véronique. Anthime, profondément athéiste, démarre au dîner un conflit avec les Baraglioul sur le fondement de leur foi. Après avoir quitté la conversation abruptement, il endommage une statue de la Sainte Vierge de rage. La nuit, pendant son sommeil, lui apparaît la Madone dans un cauchemar et, à son réveil, il découvre que ses jambes sont guéries. À la suite de ce miracle, il se convertit à la foi chrétienne, sous promesse de soutien financier de l'Eglise pour son abjuration. La Loge va alors le laisse tomber, puis l'Eglise va l'ignorer. Pauvre, il ira s'installer à Milan.

### Deuxième livre: Jules de Baraglioul
L'écrivain Julius de Baraglioul vit à Paris. Avec son roman le plus récent, il vise à devenir membre de l'Académie. Son père Juste-Agénor lui demande de l'informer sur le roumain Lafcadio Wluiki, son fils bâtard. Il vit dans une chambre avec son amante Carola Venitequa, ancienne amante du camarade de classe de Lafcadio, Protos. Lafcadio devine correctement de son père et lui rend visite. Là, il rencontre Geneviève, la fille de Julius. Il obtient une pension en héritage de son père. Il abandonne Carola qui retourne à Protos à Rome. Il rencontre Julius et raconte l'histoire de sa vie. Il apprend la mort de son père.

### Troisième livre: Amédée Fleurissoire
Pendant ce temps, l'escroc Protos opère en Italie et en France. Il trompe la sœur de Julius, Valentine, pour obtenir une grosse somme afin de « libérer le Pape » qu'il fait croire emprisonné dans les caves du Vatican. Valentine remet l'argent et se tourne vers Madame Arnica Fleurissoire, dont le mari Amédée se rend à Rome pour libérer le pape. Parallèlement, Julius se rend à Rome pour assister à un congrès.

### Quatrième livre: Le mille-pattes
À Rome, Amédée manque d'idées pour libérer le prisonnier. Un jeune portier, Baptistin, ami de Protos, conduit Amédée dans une sorte d'hôtel tenu par Carola. La nuit, elle se faufile dans son lit et le séduit, il est toujours vierge. Amédée ne sait que penser et se sent très coupable. Carola, voyant cela, tombe amoureuse d'Amédée. Protos obtient la confiance d'Amédée et se construit une image d'ennemi. Après ça, Amédée voit l'ennemi dans tous les coins. Protos se déguise en abbé Cave et l'aide à rendre visite à (l'imposteur) le cardinal Sanfelice à Naples, car sa femme dans une lettre lui a demandé de rencontrer le cardinal. Après la réunion, Amédée est renvoyé à Rome pour obtenir plus d'argent à donner. Il rencontre Julius et ensemble ils retirent de l'argent. Julius donne son billet de train à Amédée pour se rendre à Naples.

### Cinquième livre: Lafcadio
Le désormais riche Lafcadio veut voir le monde. Lors du voyage en train vers Brindisi, Amédée s'assoit avec lui dans le compartiment, rentrant à Naples avec l'argent. Lafcadio, en quête d'aventure, veut commettre « un crime sans motif » et tente de faire tomber Amédée du train. Il s'accroche à Lafcadio, mais n'attrape que son chapeau en tombant du train. Lafcadio fouille les poches du manteau de la victime, il trouve le ticket de Julius et l'emporte avec lui. Il ne touche pas à l'argent. Lafcadio revient chez son demi-frère à Rome au Grand Hôtel. Le romancier prépare sa prochaine œuvre, où un jeune homme commet un crime sans motif. Ils discutent ensemble d'un tel cas. Julius, après avoir découvert que la victime était son beau-frère, persuade Lafcadio de transférer le corps à Rome. Carola, en apprenant le crime, est convaincue que Protos en est le coupable et le dénonce à la police. Dans le train en provenance de Naples, Lafcadio rencontre un Protos déguisé, qui est en possession d'un morceau du chapeau perdu de Lafcadio. Protos, qui connaît le crime de Lafcadio et a deviné son lien de parenté avec Julius, va le menacer de le dénoncer à la police s'il n'accepte pas de faire chanter son beau-frère. Lafcadio refuse. Protos, de retour à Rome, recherche Carola et la tue par vengeance, juste avant que la police ne l'arrête et découvre le morceau de la doublure du chapeau. Cela le rend coupable de deux homicides. Cette nuit-là, Lafcadio reçoit la visite sournoise de Geneviève dans sa chambre. Il veut se rendre à la police, et elle le veut comme amant. L'histoire s'arrête sur l'indécision de Lafcadio.

## Commentaires
La réflexion sur la liberté et ses conséquences pour soi et pour les autres prolonge en quelque sorte l'étude du couple de La Porte étroite et de L'Immoraliste. Sur le plan formel, l'art de la sotie, saugrenue, décousue et disparate, manifeste une fois de plus le refus du roman chez Gide (1869-1951) et son goût de la parodie. La théorie de l'acte gratuit emprunte beaucoup à Nietzsche et à Dostoïevski. Sur le plan philosophique, l'acte gratuit constitue une sorte de défi à Dieu et à l'ordre du monde, qu'il bouleverse de façon à la fois absurde et imprévisible. Cet ouvrage, qui érige en quelque sorte le jeu et l'humour noir en règle de vie, fascina les surréalistes. Il fit scandale dans les milieux catholiques.
En exergue, Gide plaça d'ailleurs cette citation de Georges Palante, extraite d'une de ces chroniques pour le Mercure de France :

« Pour ma part, mon choix est fait. J'ai opté pour l'athéisme social. Cet athéisme, je l'ai exprimé depuis une quinzaine d'années, dans une série d'ouvrages... »

Par certains côtés, le roman rappelle l’intrigue policière, « avec des rencontres et des rebondissements qui font penser aux romans populaires de la fin du XIXe siècle ».